# Чернявський Зіновій Мойсейович
Чернявський Зіновій Мойсейович (Зельман Мошкович) — радянський український кінооператор. Нагороджений медалями.

## З життєпису
Народився 25 грудня 1903 р. в Одесі в родині робітника. Учасник Великої Вітчизняної війни. Закінчив операторський факультет Одеського державного технікуму кінематографії (1927). Працював асистентом оператора на Одеській кіностудії, оператором Київської студії художніх фільмів, на Українській студії хронікально-документальних фільмів.
Був членом Спілки кінематографістів України.
Помер 20 липня 1968 р.

## Фільмографія
Зняв художні кінокартини:
- «Італійка» (1931),
- «Свято Унірі» (1932, у співавт. з В. Окуличем),
- «Справжній товариш» (1937, у співавт. з М. Кульчицьким) та ін.,

а також документальні картини:
- «Десятиріччя радянської медицини»,
- «Десятиріччя робітничо-селянської міліції» (1928),
- «Цемент» (1929),
- «Як сіяти цукрові буряки»,
- «Добрива для цукрових буряків»,
- «Бурякові шкідники» (1929),
- «Енергетика»,
- «Гідроелектростанції»,
- «Буре вугілля»,
- «Гірська річка» (1930),
- «Квітучий край» (1934),
- «Квітуча Україна» (1937),
- «Радянська Молдавія» (1938),
- «Ощадна каса на селі» (1951),
- «Тонкорунне вівчарство» (1954),
- «Льон довгунець» (1955),
- «Рослинні білки — тваринам» (1958),
- «Технічний прогрес на Львівському електро-ламповому заводі» (1961) та ін.

1. 1 2  http://www.kinokolo.ua/cyclopedia/person.php/683